# Hedwig Elisabeth Charlotte van Holstein-Gottorp
Hedwig Elisabeth Charlotte van Holstein-Gottorp (Zweeds: Hedvig Elisabeth Charlotta) (Eutin, 22 maart 1759 – Stockholm, 20 juni 1818), was de vrouw van koning Karel XIII van Zweden en daardoor koningin-gemalin van Zweden en Noorwegen.
Hedwig was een dochter van Frederik August I van Oldenburg (1711-1785), bisschop van Lübeck en hertog van Oldenburg, en van Ulrike Friederike Wilhelmine van Hessen-Kassel. Ze groeide op in Eutin. In 1774 trad de mooie Hedwig in het huwelijk met haar neef, hertog Karl van Södermanland. Dit huwelijk was gearrangeerd door de broer van hertog Karl, koning Gustaaf III van Zweden, die zijn eigen huwelijk niet wenste te consummeren en Zweden een troonopvolger wilde bezorgen. Maar ook dit huwelijk bleef lang kinderloos en een in 1798 geboren zoon, Karel Adolf, stierf kort na de geboorte. Een in 1797 geboren dochter Louisa Hedwig stierf ook kort na de geboorte.
Hedwig hield zich ver van de politiek en pas na de afzetting van koning Gustaaf IV Adolf zette zij zich in voor hem en diens zoon, kroonprins Gustaaf van Holstein-Gottorp. Ze wilde graag dat of Gustaaf IV Adolf terugkwam als koning of zijn zoon, prins Gustaaf. Dat Jean-Baptiste Jules Bernadotte tot kroonprins werd benoemd in 1810 was een grote teleurstelling voor Hedwig. Toen Jean Bernadotte naar Zweden kwam, ontving Hedwig hem met arrogantie en kilte. Later bekeerde ze zich dankzij Bernadottes charmes en werd ze een voorstander van Jean Bernadotte. Bernadottes vrouw Désirée Clary werd evenwel dusdanig koel ontvangen. Hedwig werd vervolgens beschuldigd van het vertrek van Désirée, enkele maanden nadat ze in Zweden was aangekomen. Bekend werd haar 7000 bladzijden dikke dagboek, dat de tijdspanne 1775-1815 bestrijkt.
- Gemeinsame Normdatei: 1013594819
- International Standard Name Identifier: 0000 0004 1852 9068
- KulturNav: 2aca13ff-4361-4564-b570-f80360ba5085
- Library of Congress Control Number: nb98031262
- LIBRIS: 205694
- Système universitaire de documentation: 130320145
- Virtual International Authority File: 305233182
- WorldCat: E39PBJcKPRJT9rgPrvQrKTx4bd